# King of Kings: Live
King of Kings Live es el segundo álbum en directo del cantante puertorriqueño Don Omar. Fue publicado el 23 de octubre de 2007 a través de los sellos discográficos VI Music y Machete Music. La mayoría de los temas que aparecen son del álbum King of Kings, en particular de su gira mundial. El álbum también agrega temas inéditos y nuevos como «Canción de amor», «El rey de los cueros» y «El pantalón».
Fue publicado tanto en formato CD como DVD, contienen archivos del concierto grabado el 1 de diciembre de 2006, con la versión para DVD agregando los videoclips de «Angelito», «Adiós» y «Salió el sol».

## Recepción
El álbum ha vendido 550 000 copias en Estados Unidos.

## Lista de canciones
| CD 1 |                    |          |  |
| N.º  | Título             | Duración |  |
| 1.   | «Ronca»            | 3:09     |  |
| 2.   | «Repórtense»       | 4:36     |  |
| 3.   | «Salió el sol»     | 4:07     |  |
| 4.   | «El rey – Predica» | 4:46     |  |
| 5.   | «Vuelve»           | 5:24     |  |
| 6.   | «Tu no sabes»      | 3:04     |  |
| 7.   | «Angelito»         | 4:48     |  |
| 8.   | «Ojitos chiquitos» | 2:35     |  |
| 9.   | «Pobre diabla»     | 2:18     |  |
| 10.  | «Ella y yo»        | 4:37     |  |

| CD 2 |                           |          |  |
| N.º  | Título                    | Duración |  |
| 1.   | «Medley: Dile y cuéntale» | 4:26     |  |
| 2.   | «Jangueo»                 | 3:29     |  |
| 3.   | «Reguetón latino»         | 2:56     |  |
| 4.   | «Bandoleros»              | 3:58     |  |
| 5.   | «Conteo»                  | 3:31     |  |
| 6.   | «El rey de los cueros»    | 3:54     |  |
| 7.   | «Canción de amor»         | 3:51     |  |
| 8.   | «El pantalón»             | 3:30     |  |
| 9.   | «Ayer la vi»              | 4:12     |  |

### DVD
| N.º | Título         | Duración |  |
| 1.  | «Angelito»     |          |  |
| 2.  | «Adiós»        |          |  |
| 3.  | «Salió el sol» |          |  |

## Posicionamiento en listas
| Listas (2007)                        | Mejor posición |
| ------------------------------------ | -------------- |
| Estados Unidos (Latin Rhythm Albums) | 1              |
| Estados Unidos (Top Latin Albums)    | 15             |

| Listas (2008)                        | Posición |
| ------------------------------------ | -------- |
| Estados Unidos (Latin Rhythm Albums) | 12       |

### Sucesión y posicionamiento
| Predecesor: It's My Time de Tito el Bambino | U.S. Billboard Latin Rhythm Albums — Álbum N°. 1 10 de noviembre de 2007 - 23 de noviembre de 2007 | Sucesor: Wisin vs. Yandel: Los extraterrestres de Wisin & Yandel |